# مرادخان (کوهدشت)
مرادخان یک روستا در ایران است که در شهرستان کوهدشت استان لرستان واقع شده‌است.

## جمعیت
این روستا در دهستان طرهان شرقی قرار دارد و براساس سرشماری مرکز آمار ایران در سال ۱۳۸۵، جمعیت آن ۴۲۷ نفر (۸۲ خانوار) بوده‌است.